# Любоміно
Любоміно (пол. Lubomino, нім. Arnsdorf) — село в Польщі, у гміні Любоміно Лідзбарського повіту Вармінсько-Мазурського воєводства.
Населення — 1159 осіб (2011).
У 1975-1998 роках село належало до Ольштинського воєводства.

## Демографія
Демографічна структура станом на 31 березня 2011 року:
|          | Загалом | Допрацездатний вік | Працездатний вік | Постпрацездатний вік |
| -------- | ------- | ------------------ | ---------------- | -------------------- |
| Чоловіки | 577     | 116                | 420              | 41                   |
| Жінки    | 582     | 116                | 353              | 113                  |
| Разом    | 1159    | 232                | 773              | 154                  |